# News for the People in Japan
News for the People in Japan（ニュース・フォア・ザ・ピープル・イン・ジャパン、日本の人々の為のニュース）は一般社団法人News for the People in Japanが運営するインターネット新聞。略称NPJ。

## 概要
元産経新聞記者で弁護士の日隅一雄などによって2008年1月に「ピープルズ・プレス」として設立された。2024年現在の代表は弁護士で山梨学院大学大学院教授の梓澤和幸。
発表報道に堕し庶民・弱者・少数派の視点からの発信が少ない大手マスコミの現状に疑問を持つ、弁護士・学者・フリーランスジャーナリストなどのメンバーから寄せられる情報、本人の論評ブログへのリンクで構成されている。市民ジャーナリズム特有の反権力・左派的な傾向が強い。
ニュースの紹介面では、特に日本国憲法第9条、自衛隊などの問題を積極的に採り上げ、左翼的なウェブ記事に多くのリンクを張っている。全国紙・通信社では朝日新聞、毎日新聞、共同通信、広域紙ではブロック紙2紙（北海道新聞・西日本新聞）、地方紙では東京新聞、沖縄タイムス、琉球新報、信濃毎日新聞、政党紙では日本共産党の機関紙「しんぶん赤旗」などの記事が多く紹介される。産経新聞、静岡新聞、北國新聞など保守系新聞については記事が資料として出るのみで、社説まで載ることはほとんどない。
弁護士活動や市民運動の紹介面では、設立の経緯や運営の関係から、自由法曹団や「人権派」弁護士の主義主張や、それらに立脚した催し物の案内が網羅的に掲載されている。
設立者の日隅を記念した「日隅一雄 情報流通促進賞」を主宰。

## 沿革
- 2006年8月 サイト開設
- 2007年11月 ニュースサイトとして本格運用
- 2014年5月 サイトをリニューアル
- 2016年8月 論評ブログのリンク更新と新聞記事へのリンク打ち切り
- 2017年3月27日 新聞記事へのリンクを再開